# طوطی‌ماهی هندی
طوطی‌ماهی هندی (نام علمی: Chlorurus capistratoides) نام یک گونه از سرده سبزدم‌ها است.